# Adidas Predator

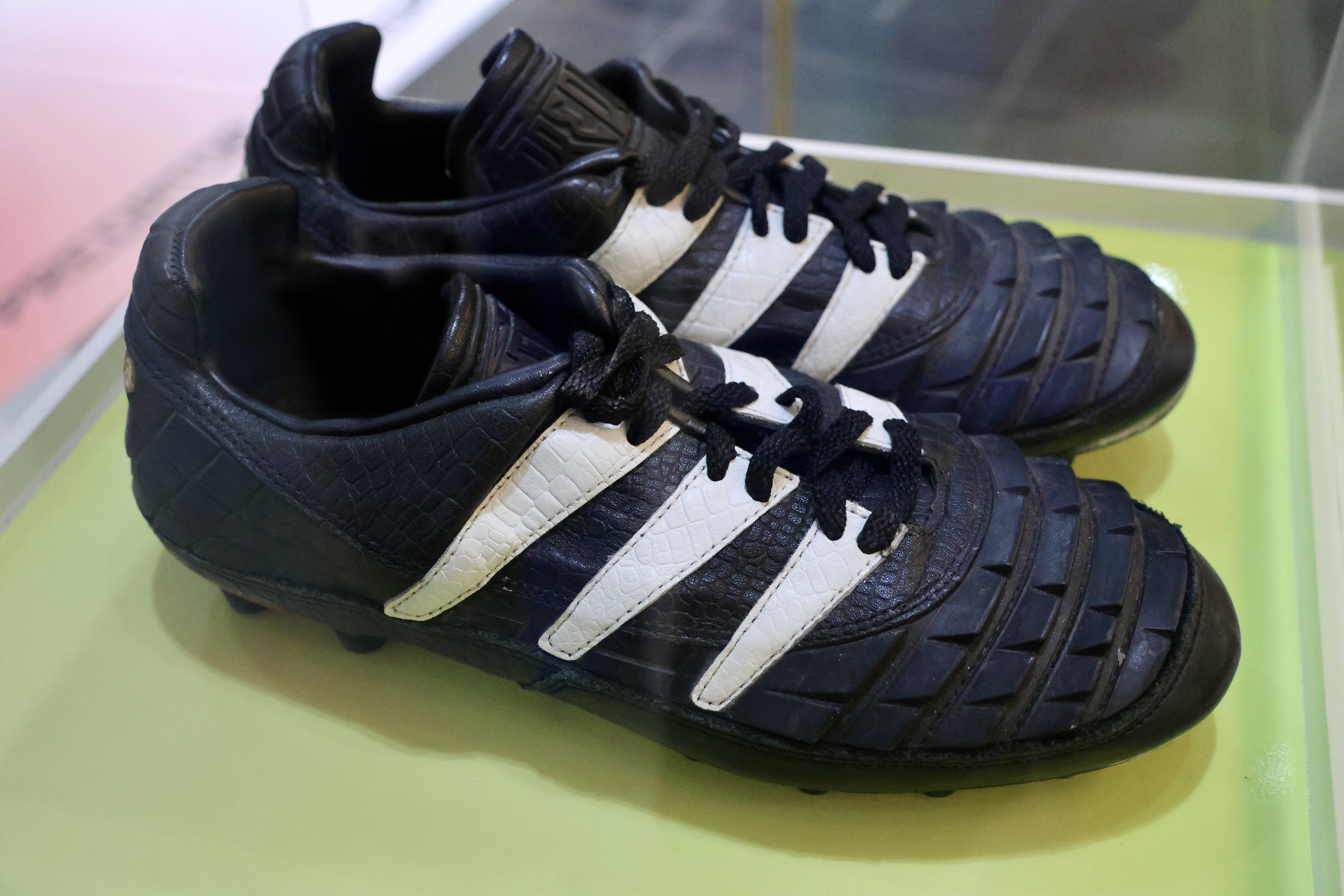
Un paio di adidas Predator Cup del 1994, primo modello della serie.

Le adidas Predator sono un modello di scarpe da calcio prodotte dalla ditta tedesca di abbigliamento sportivo adidas, a partire dal 1994, progettate basandosi sul prototipo disegnato dall'ex calciatore anglo-australiano Craig Johnston.  

## Storia
L'idea di una scarpa da calcio innovativa iniziò a prendere forma nel 1988, subito dopo il ritiro di Johnston dal calcio giocato. Mentre allenava dei bambini, Johnston consigliava loro di pensare al proprio piede come a una racchetta da ping-pong e di muoverlo in maniera tale da imprimere traiettorie a effetto al pallone. A questo punto, passò ai fatti: staccò la gomma di una racchetta da tennistavolo, la poggiò sulla tomaia dello scarpino e la fissò con un elastico. L’attrito della palla con la gomma migliorava il grip e di conseguenza il controllo, permetteva effettivamente di imprimere un maggiore effetto “giro” alla traiettoria del tiro e di aumentarne la velocità. 

Alessandro Del Piero in azione con delle Predator Accelerator nel 1999

A questo punto Johnston perfezionò il prototipo e lo propose ai principali marchi sportivi dell'epoca, tra cui Nike e Reebok, che declinarono; anche adidas in un primo momento non accolse con favore il progetto. Imperterrito, Johnston coinvolse diversi ex giocatori, tra cui Franz Beckenbauer e Paul Breitner, e insistette lungamente con i dirigenti del marchio tedesco, fino a convincerli. Fu nominato capo designer e seguì personalmente la produzione dei nuovi scarpini, caratterizzati dalla morbida tomaia in pelle di canguro con evidenti rilievi e inserti in gomma. L’obiettivo era quello di lanciare le nuove scarpe da calcio in occasione del campionato del mondo 1994. Dopo la presentazione, le Predator Cup ebbero un immediato successo. Quattro anni più tardi, Johnston cedette il brevetto ad adidas.
Il primo gol delle Predator a livello professionistico fu segnato all'Ibrox Stadium da John Collins, giocatore del Celtic, su calcio di punizione: la rete valse il momentaneo vantaggio nell'Old Firm contro i Rangers, finito poi sull'1-1. In breve tempo i più grandi calciatori dell'epoca – Paul Gascoigne, Zinédine Zidane, Alessandro Del Piero, David Beckham e Raúl González Blanco – indossarono le Predator, contribuendo a rendere il modello ben presto iconico. Negli anni a seguire, altri famosi calciatori avrebbero indossato i successivi modelli di Predator, come, ad esempio, David Trezeguet, Michael Ballack, Kaká, Steven Gerrard, Bastian Schweinsteiger, Xavi, Mesut Özil, Ángel Di María, Fernando Torres, Xabi Alonso, Petr Čech e Ivan Rakitić.

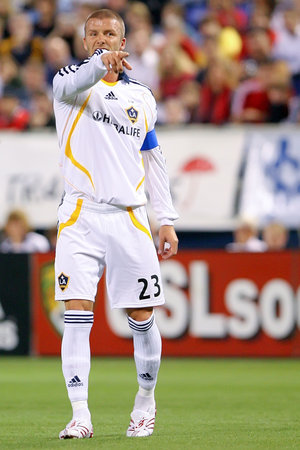
David Beckham in azione con delle Predator Absolute nel 2007

Verso la fine degli anni Duemiladieci, adidas lanciò sul mercato delle nuove scarpe da calcio come le F-50 e successivamente le X, che rispondevano maggiormente alle nuove esigenze del mercato – ossia una scarpa molto più leggera, dalla suola reattiva che favorisse gli scatti e i cambi di direzione – in grado di concorrere con le innovative Mercurial lanciate da Nike e indossate da Cristiano Ronaldo, che stavano riscuotendo un grande successo. Le Predator dunque, pur venendo ancora prodotte in nuovi modelli, non furono più il prodotto di punta di adidas, che preferì investire in sviluppo tecnologico e branding sulle X, il cui testimonial di punta fu Lionel Messi. Come conseguenza della nuova strategia di marketing, un numero via via minore di giocatori famosi continuò a indossare Predator, come ad esempio Miralem Pjanić e Paul Pogba, quest'ultimo principale testimonial della scarpa fino al 2022.
Nel 2023, in prossimità del trentesimo anniversario del lancio dell'iconica scarpa, adidas ha iniziato progressivamente a rilanciare le Predator e farne nuovamente il proprio modello di punta, commercializzando le Predator Accuracy, le Predator 30, edizione vintage in serie limitata, e soprattutto nel 2024 le Predator Predstrike, una vera e propria riproposizione delle classiche Predator ma con una tecnologia moderna: il maggiore grip e l'effetto al pallone – tipiche della tradizione delle Predator – sono combinate con una suola reattiva e un peso ridotto, caratteristiche cercate dai giocatori degli anni Duemilaventi.

## Modelli

### Evoluzione
Dalla progenitrice del 1994, sono stati poi creati diversi modelli di Predator, ognuno caratterizzato da un proprio design, da caratteristiche particolari e da un nome diverso.

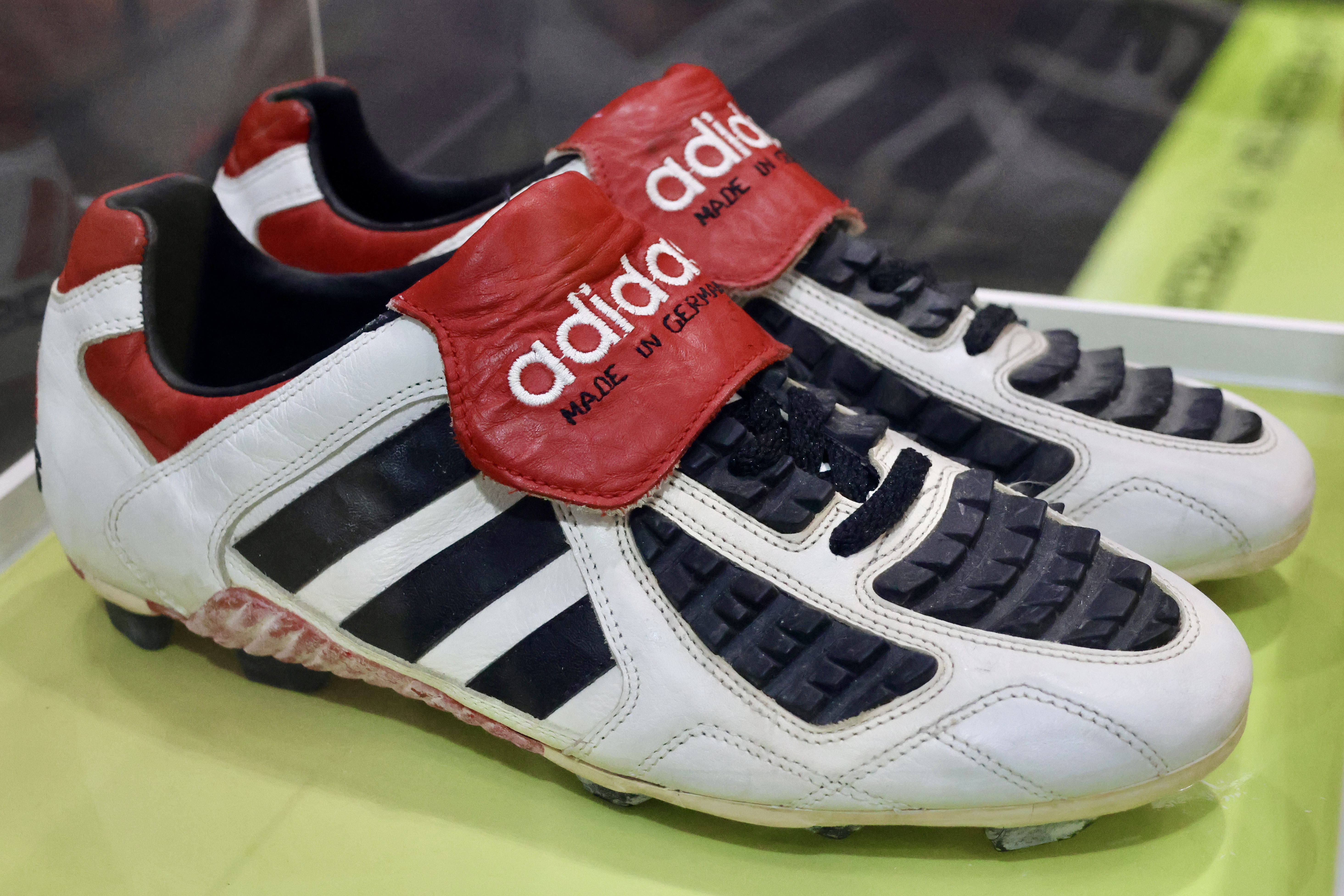
Predator Touch (1996)

Le Predator Rapier del 1995 furono le prime scarpe da calcio a essere prodotte in vari colori. Fino ad allora, il colore esclusivo era stato il nero. Le Rapier furono inoltre le prime Predator ad avere la "linguetta" sovrapponibile sul collo del piede, per dare maggiore libertà di movimento alla caviglia. Questa divenne ben presto una delle caratteristiche tipiche delle Predator. In concomitanza col campionato del mondo 1998 in Francia furono prodotte le Accelerator, caratterizzate dalla riprogettata e innovativa suola TRX (Traxion), dall'allacciatura asimmetrica – per garantire una superficie del collo del piede omogenea e quindi un impatto più "pulito" con il pallone –, tomaie di gomma nell'avampiede cucite direttamente nella pelle e un comodo plantare "feet you wear".
Dopo le Accelerator fu la volta delle Precision, la cui grande novità fu la suola con tacchetti facilmente sostituibili. I tacchetti erano disponibili in diverse lunghezze, permettendo di regolare la suola in base alle condizioni del terreno. Alla fine del 2003, in prossimità del campionato d'Europa 2004 del Portogallo, adidas lanciò le Predator Pulse, dotate della nuova tecnologia PowerPulse. Secondo i produttori, tale tecnologia spostava il baricentro della scarpa più vicino al punto di impatto con il pallone, permettendo tiri più potenti.

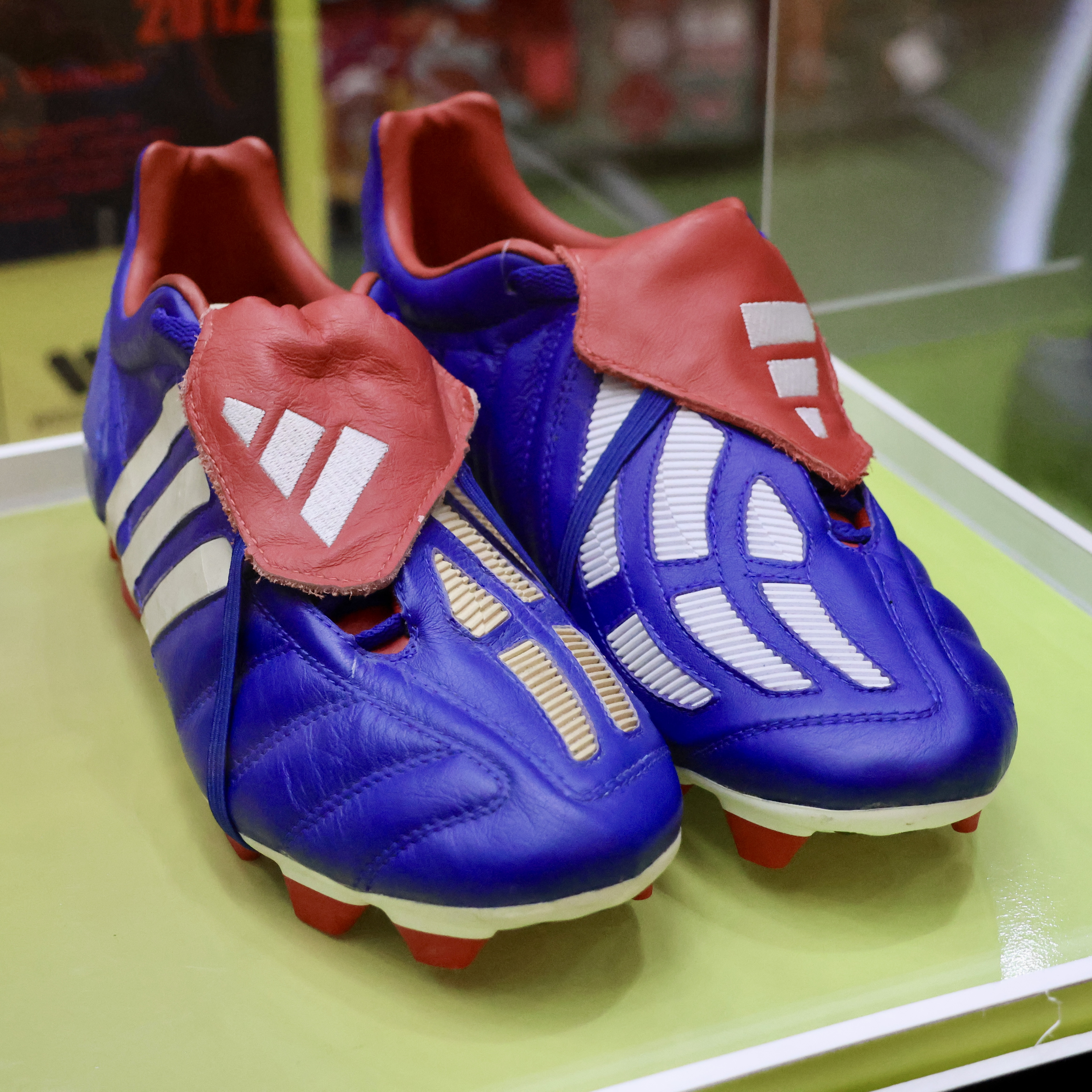
Predator Mania (2002)

Furono quindi lanciate le Predator Absolute, per il campionato del mondo 2006 in Germania. La versione gold/white fu realizzata per Zinédine Zidane, proprio in occasione del suo ultimo torneo. Grazie alla collaborazione con Zidane, nel frattempo ritiratosi dal calcio giocato, alla fine del 2007 arrivarono le Predator PowerSwerve con il nuovo Smartfoam, materiale schiumoso, che conferiva un'aumentata potenza di tiro e un maggior effetto alla traiettoria dei tiri. Le Predator X, venute alla luce nel 2009, furono le prime Predator senza linguetta, rimossa al fine di ridurre al minimo lo spessore della scarpa frapposto tra il collo del piede e il pallone. 
Dopo le AdiPower e le Lethal Zones del 2011-2013, le Predator attraversarono un lungo periodo di declino. L'azienda infatti decise di puntare su altri modelli, come le Adizero F50 e le Adidas X, indossate da Messi. In prossimità del campionato del mondo 2018 in Russia vennero lanciate le Predator 18 e successivamente le Predator 19 che, per la prima volta, presentavano una tomaia laceless ossia senza lacci. Vennero impiegato moderni materiali come il Primeknit, che offriva una calzata e un comfort elevati, il ControlSkin che garantiva più grip sulla palla e la suola ControlFrame per una buona ammortizzazione.
A partire dagli anni Duemilaventi, adidas ha iniziato a rilanciare le Predator potenziando la ricerca e lo sviluppo di materiali tecnologici che hanno caratterizzato le Mutator, le Freak e le Edge rispettivamente del 2020, del 2021 e del 2022. Paul Pogba è stato il principale testimonial.

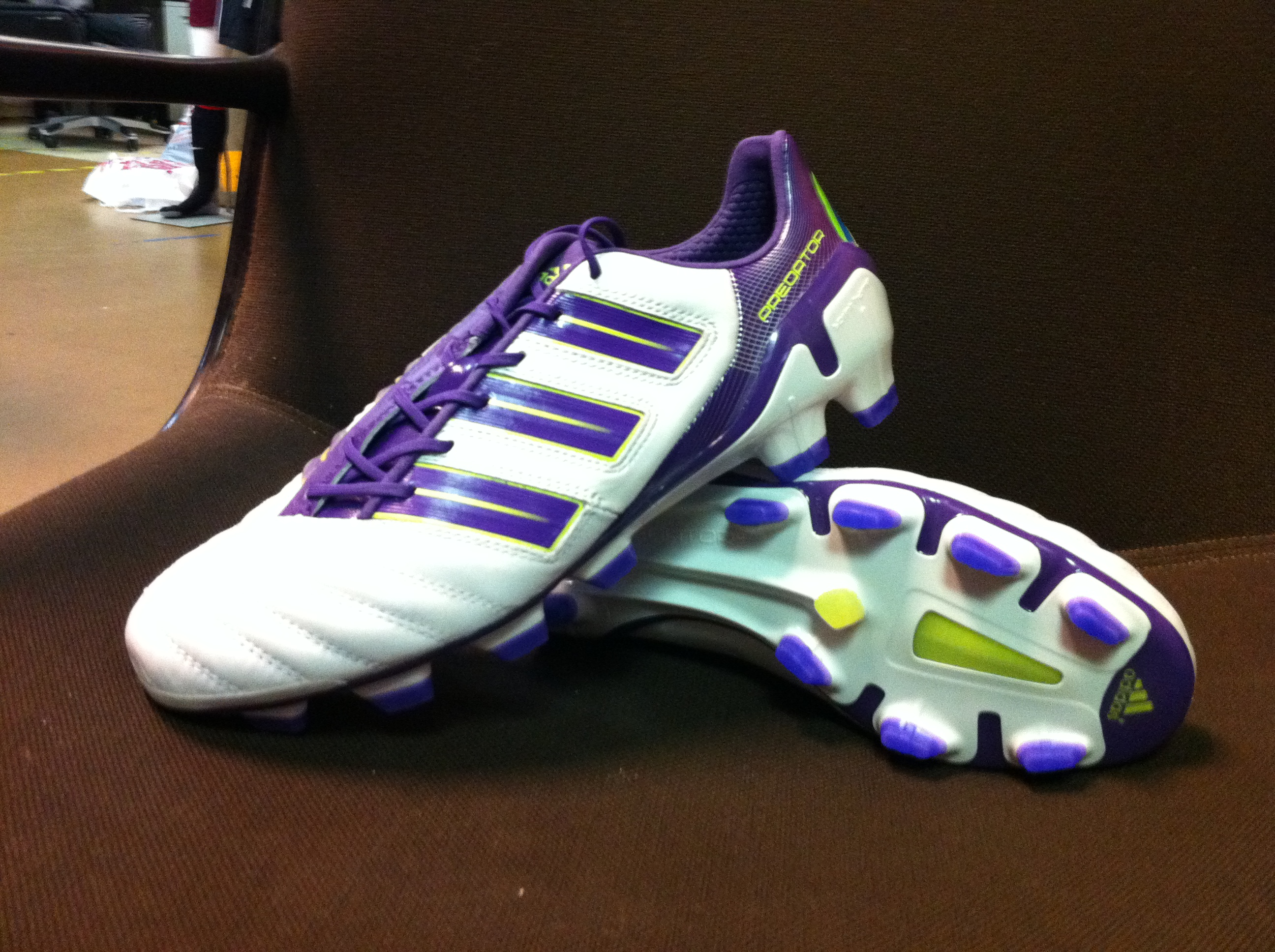
Predator adiPower (2011)

Nel 2023 adidas ha lanciato le Predator Accuracy ispirate, nell'estetica, alle Accelerator del 1998. La principale innovazione introdotta è stata l'Hybridtouch, un materiale sagomato in microfibra rivestita che assicura una vestibilità più morbida e confortevole e una maggiore leggerezza. Il nuovo modello è stato sottoposto a una serie di aggiornamenti per ottimizzare la precisione di gioco; nella parte mediana, la High-Definition Grip Technology, con elementi di gomma dalle linee minimal posizionati strategicamente nel punto di calcio per garantire la presa sul pallone, mantenendo al contempo la morbidezza e la flessibilità della tomaia.
Tra il 2023 e l'inizio del 2024, adidas è tornata a investire massicciamente nel marketing delle Predator, facendone nuovamente il proprio modello di punta. Molti atleti, infatti, sono stati contrattualizzati dall'azienda tedesca, tra cui Jude Bellingham, Paulo Dybala e Khvicha K'varatskhelia.

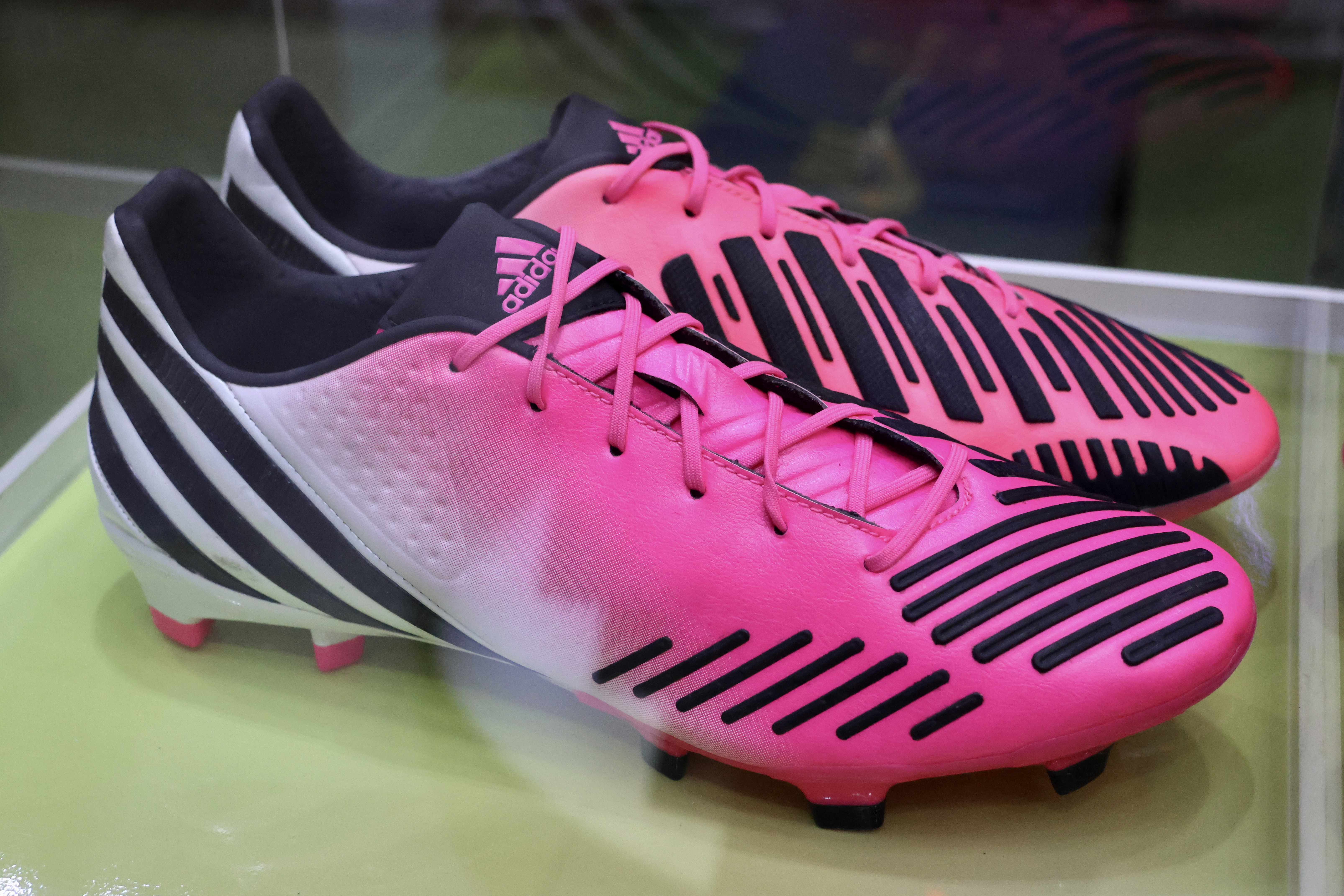
Predator LZ (2012)

In occasione del trentesimo anniversario dall'ingresso delle Predator nel mercato, alla fine del 2023, adidas ha annunciato il lancio delle Predator 30, un'edizione limitata di soli 1994 esemplari (l'anno del lancio della scarpa), caratterizzati dal ritorno della famosa "linguetta" con l'elastico, assente da quattordici anni. dalla tecnologia strikeskin per migliorare il grip e il controllo della palla, e dall'Hybridtouch nella tomaia. A distanza di qualche settimana, è stata lanciata la Predator 24 Predstrike che – di fatto, tranne che nei colori – riprende la Predator 30 e vede la riproposizione, in pianta stabile della "linguetta". Il 2024 è dunque l'anno in cui la Predator registra un grande e rinnovato successo, grazie soprattutto al marketing e alla continua crescita del numero di calciatori contrattualizzati.
Nel dicembre 2024 è stata lanciata la Predator 25, molto simile alla versione precedente ma con una tomaia ulteriormente perfezionata (Hybridtouch 2.0), costituita da meno strati rispetto al passato e quindi più morbida e velocemente adattabile al piede. La tecnologia strikeskin è modificata, con elementi in gomma più lunghi e ondulati che, esteticamente, riprendono le linee della Predator Accelerator del 1998. La linguetta ripiegabile è rinnovata, integrando gli elementi in gomma dello strikeskin. Viene inoltre riproposto, come per il modello precedente, il controlframe 2.0, ossia la piastra leggera che supporta la trazione, l’accelerazione e i veloci movimenti rotazionali. Anche per questo modello, la Predator è disponibile sul mercato nella versione tradizionale ossia con la linguetta ripiegabile ma anche senza linguetta e nella versione laceless.

### Elenco
1. Predator Cup (1994)
2. Predator Rapier (1995)
3. Predator Touch (1996)
4. Predator Accelerator (1998)
5. Predator Precision (2000) e Incision (2001)
6. Predator Mania (2002), Manic (2003) e Manado (2003)
7. Predator Pulse (2004), Pulsion (2005) e Pulsado (2005)
8. Predator Absolute (2006), Absolion (2007) e Absolado (2007)
9. Predator PowerSwerve (2008)
10. Predator X (2009)
11. Predator adiPower (2011)
12. Predator LZ (Lethal Zones) (2012) e LZ2 (2013)
13. Predator Instinct (2014)
14. Predator 18 (2017)
15. Predator 19 (2018)
16. Predator 20 Mutator (2020)
17. Predator Freak (2021)
18. Predator Edge (2022)
19. Predator Accuracy (2023)
20. Predator 30 - Limited edition (2024)
21. Predator Predstrike (2024)
22. Predator 25 (2025)